# العباسية (الكويت)
العباسية ، منطقة من مناطق محافظة الفروانية في الكويت. وهو اسم لجزء من منطقة جليب الشيوخ ، وهو منسوب لرجل الأعمال المعروف عباس حبيب المسيلم الرشيدي عضو المجلس التأسيسي حيث كانت المنطقة في الأساس قطعة أرض قسمها وباعها سنة 1965م.